# San Cristóbal (departement)
San Cristóbal is een departement in de Argentijnse provincie Santa Fé. Het departement (Spaans:  departamento) heeft een oppervlakte van 14.850 km² en telt 64.935 inwoners.
De dichtstbevolkte stad met de meeste economische activiteit is Ceres, gevolgd door San Cristóbal, de hoofdstad van het departement. Ook de steden Suardi en San Guillermo, waarvan de laatste in het meest vruchtbare deel van het departement ligt, zijn belangrijk, evenals de gemeenten Villa Trinidad, Hersilia en Arrufó. Het departement werd in 1890 opgericht met gronden afkomstig uit het departement Las Colonias.
Het departement wordt in de provinciale wetgevende macht vertegenwoordigd door senator Felipe Michlig, lid van de UCR.

## Demografie
De volkstelling van 2022 liet een totaal van 72.801 inwoners in het departement San Cristóbal zien, wat een groei van 5,7% betekent ten opzichte van de volkstelling van 2010.
De bevolking is verdeeld in 36.933 vrouwen en 35.868 mannen, met een mannelijke index van 97,1 mannen per 100 vrouwen.
De mediane leeftijd van de bevolking is 32 jaar (33 jaar bij de vrouwen en 32 jaar bij de mannen). 12,3% van de bevolking is ouder dan 65 jaar (ten opzichte van 11,1% in 2010), en 2,9% van de bevolking is ouder dan 80 jaar (ten opzichte van 2,7% in 2010).
Van de mensen die in het departement wonen, zijn ongeveer 11.390 (15,6% van het totale aantal) geboren in een andere provincie, en ongeveer 285 (0,4% van het totale aantal) zijn geboren in het buitenland.

## Plaatsen in departement San Cristóbal
- Aguará Grande
- Ambrosetti
- Arrufó
- Capivara
- Ceres
- Colonia Ana
- Colonia Bossi
- Colonia Clara
- Colonia Dos Rosas y La Legua
- Colonia Rosa
- Constanza
- Curupaity
- Hersilia
- Huanqueros
- La Cabral
- La Lucila
- La Rubia
- Las Avispas
- Las Palmeras
- Moisés Ville
- Monigotes
- Monte Oscuridad
- Ñanducita
- Palacios
- Portugalete
- San Cristóbal
- San Guillermo
- Santurce
- Soledad
- Suardi
- Villa Saralegui
- Villa Trinidad